# غرير (شبوة)
غرير هي إحدى قرى الجمهورية اليمنية. تتبع جغرافيا لمحافظة شبوة و إداريًا لمديرية الروضة. يبلغ تعداد سكانها 1046 نسمة حسب الإحصاء الذي أجري عام 2004.